# ホセ・スレイマン
ホセ・スレイマン・チャグノン（José Sulaimán Chagnón、1931年5月30日 - 2014年1月16日）はメキシコの実業家。タマウリパス州シウダービクトリア出身。世界ボクシング評議会(WBC)の事務局長を経て、第4代世界ボクシング評議会(WBC)会長に就任。

## 来歴
1971年6月に就任した第3代WBC会長ラモン・ベラスケスの下で、WBC事務局長を務める。
1975年12月に選任されて、第4代WBC会長に就任した。任期中、世界タイトル戦において「ラウンド数を15から12に削減」、「当日計量から前日計量への変更」、「6オンスグローブ使用の廃止」などの改革を実施。
2014年1月に逝去するまで、会長職を務めた。